# Gattamelata

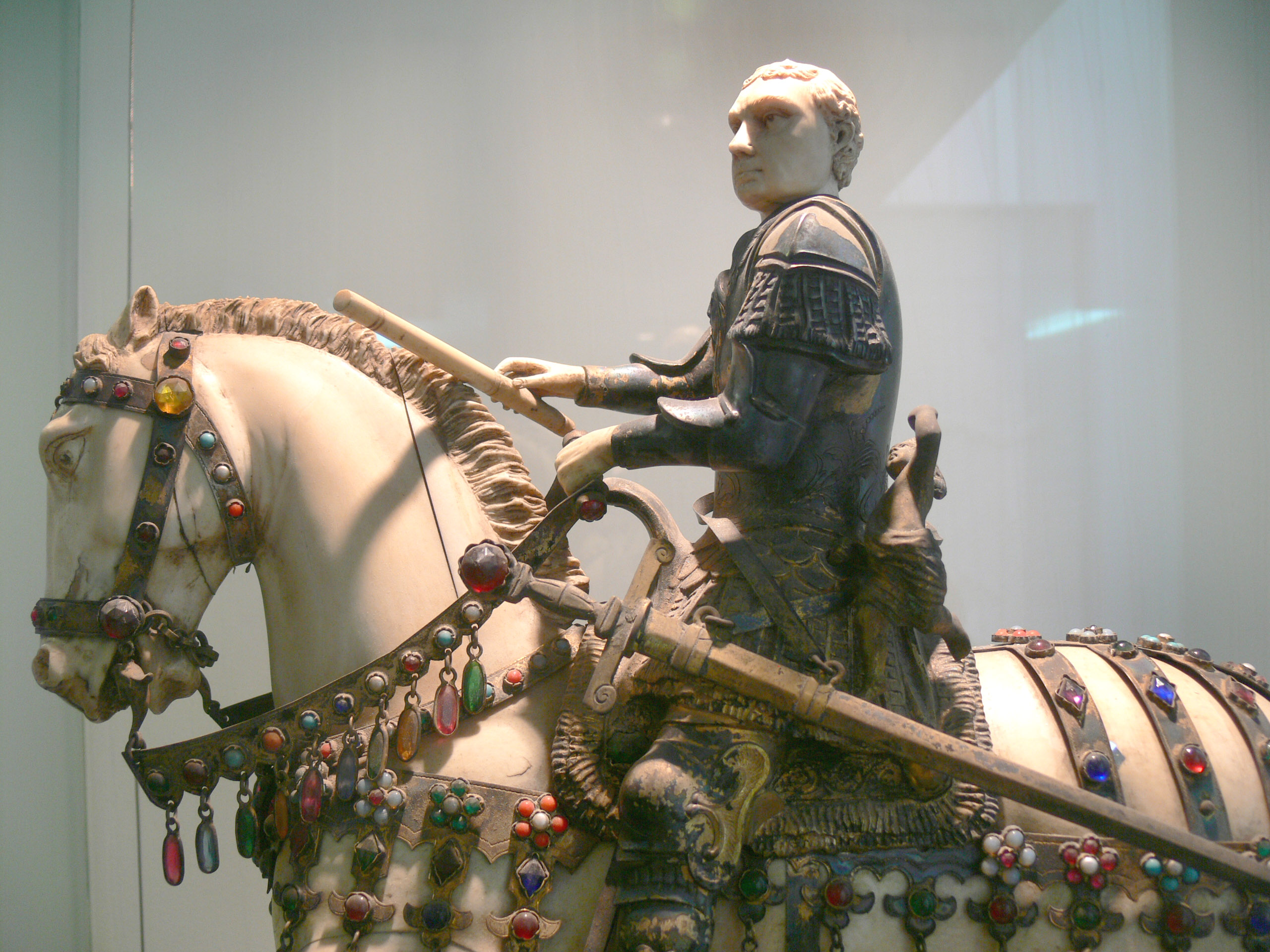
Petite statue équestre de Erasmo da Narni, inspirée par la statue équestre de Donatello. Ivoire, verre, métal et bois. Œuvre légué au musée de la ville de Roubaix en 1924 par Henri Selosse, aujourd'hui conservée au musée La Piscine, Musée d'Art et d'Industrie (Roubaix).

Erasmo da Narni, dit il Gattamelata (Le Chattemite), est un condottiere italien, né à Narni, en Ombrie, vers 1370, mort à Padoue en 1443, qui s'est illustré comme capitaine-général d'armée de la république de Venise dans la quatrième guerre contre le duc de Milan en 1438.
Gatta-Melati est documenté comme portant le nom de Jean de Nani Gatta-Melata.

## Biographie
Gattamelata est fils de boulanger, né en Ombrie vers 1370. Il apprend le maniement des armes auprès de Ceccolo Broglio, seigneur d'Assise, puis, vers la trentaine, auprès des capitaines de Braccio da Montone, qui était réputé pour recruter les meilleurs combattants. 
Avec Niccolò Piccinino et les meilleurs élèves de Braccio surnommés bracceschi, il devient le prudent et habile gestionnaire d'une condotta. En 1419, lors du siège de Viterbe, il parvient à tenir à distance la troupe de Muzio Sforza avant d'être capturé par surprise. Il rachète sa liberté, puis accompagne Piccinino faire le siège de l'Aquila. Une nouvelle fois vaincu, il séjourne en prison et paie sa rançon afin de repartir combattre avec Piccinino et Oddo, l'un des fils de Braccio da Montone, pour les Florentins contre le duc de Milan. La condotta éclate à la suite de la défection de Piccinino qui est séduit par une offre financière de Filippo Maria Visconti. Elle se reforme avec Niccolo della Stella et Niccolo da Tolentino, toujours au service de Florence. 
En 1427, la condotta signe un contrat de sept ans avec le pape Martin V qui souhaite renforcer un corps d'armée loyal à sa cause avec pour objectif de remettre au pas les seigneurs d'Émilie, de Romagne et d'Ombrie rebelles à l'autorité pontificale. Il parvient par ailleurs à obtenir de Nicolina Varano da Camerino, veuve de Braccio da Montone, qu'il courtise, les possessions de son époux sans livrer bataille. En 1432, il capture le châtelain et la forteresse de Villafranca près d'Imola par la seule ruse et sans combattre. Il fait de même l'année suivante pour s'emparer du bourg fortifié de Castelfranco, épargnant ainsi ses soldats et son trésor. 
Après l'élection d'Eugène IV, pape vénitien, Francesco Sforza attaque Ancône pour le compte des Milanais et repousse les condottieres du pape. Non payés par ce dernier, les associés de Gattamelata, les Gatteschi, s'impatientent jusqu'à ce que les Vénitiens versent les arriérés de solde après un accord entre la pape et Sforza. Le 16 mars 1434, la condotta est engagée pour deux ans par la république de Venise. Elle est renforcée par la venue du frère d'armes de Gattamelata, Brandolin Brandolino et de son fils Tiberto qui a épousé Polissena, la fille du condottiere en chef. 
Pendant la deuxième guerre contre Milan qui débute en 1437, Gattamelata demeure sous les ordres de Gianfrancesco Gonzaga, capitaine général de l'armée vénitienne. Pendant l'été, il subit une lourde défaite à proximité d'Imola lors de laquelle il est blessé à la poitrine. Sans prévenir, Niccolo della Stella change de camp ce qui conduit la Sérénissime à renouveler le contrat de la condotta en réduisant le nombre d'hommes et le montant des soldes. Après 1437, il est mis en difficulté par Piccinino qui est au service des Milanais quand celui-ci passe à l'attaque autour de l'Adda. Les alliances changent, les trahisons se succèdent. Lorsque Gonzaga contacte le duc de Milan, Gattamelata en profite pour ravager les alentours de Bergame. Gonzaga quitte sa condotta et rentre chez lui à Mantoue ; Brandolino se retire. Au début de l'année 1438, Gattamelata est alors enfin seul commandant en chef. Malgré une succession d'échecs sur le terrain, son armée occupe tout le nord de la Vénétie. Elle surveille Brescia, Bergame et Vérone, objectifs premiers des Vénitiens. Il affronte Piccinino près de Rovereto, autour du lac de Garde. Il exige que cinq galères de combat et vingt-cinq barques soient déplacées par des chars à bœufs au milieu des champs pour prendre à revers le fort contingent ennemi massé sur les rives de l'Adige. La manœuvre, désignée par la locution latine Galeas per montes, dirigée par Colleoni, est un succès. Les deux années suivantes, les combats se concentrent autour de Vérone qui est assiégée par Piccinino et Gonzaga, attiré par une forte prime. 
Très malade, il remet en 1439 à Francesco Sforza le commandement de l'armée constituée par la ligue entre Venise et le pape. Il se retire à Venise où il est pensionné de l’État et où il profite de la rente des revenus de la vente de sa condotta. Il est admis au grand conseil de la noblesse par privilège. En 1442, il se retire à Padoue où il se préoccupe de l'avenir de ses cinq filles. Il meurt en 1443 des suites d'une attaque d'apoplexie due à sa grande fatigue. Il est enterré à Padoue après une cérémonie somptueuse.
Au titre de son mérite, les Melata furent agréés à la noblesse vénitienne.

## Stratégie
Brillant par sa ruse et sa fourberie, Gattamelata est un combattant réfléchi et efficace dans l'action. Il acheta une armure démesurée pour renforcer sa haute stature. Ce n'est pas un combattant impétueux, mais un adepte de la guerre de siège ce qui le contraint à avoir une action lente, réfléchie et progressive. Il épie longuement sa proie avant de la piéger. Capitaine prudent, ayant une condotta très bien tenue, il n'a pas montré d'ambition politique.
Très prudent, il se garda de conserver de bonnes relations avec les magistrats des communes qui l'employèrent.

## Œuvres et monuments
Donatello a érigé sa statue équestre à Padoue. Ce travail a été mené durant les années 1446 à 1453. Cette statue équestre est une commande passée par sa veuve Giacoma Bocarini Brunoli di Leonessa, et son seul fils, Giannantonio, condottiere émérite.
On attribue à Giorgione le tableau le représentant, conservé à la galerie des Offices de Florence.